# Elecció papal de 1254
L'Elecció papal de 1254 se celebrà de l'11 al 12 de desembre, començà tres dies després de la mort d'Innocenci IV i va acabar amb l'elecció de Raynaldus de' Conti, que va prendre el nom d'Alexandre IV. L'elecció es dugué a terme a Nàpols, al palau de Pier della Vigna.

## Elecció
L'exèrcit papal va ser derrotat a Foggia el 2 de desembre de 1254, i 4.000 mercenaris de l'exèrcit papal van ser assassinats. El primer en reaccionar davant el desastre de Foggia va ser el podestà de la ciutat de Nàpols, Beretholinus Tavernerius, ciutadà de Parma. Va tancar les portes de la ciutat de manera immediata. Ho hauria fetr per evitar que els cardenals sortissin de la ciutat i celebressin l'elecció en algun altre indret. Ell sabia que Manfred sabria treure profit de la seva victòria inesperada, i que Nàpols seria el principal objectiu. Calia un papa, al voltant del qual es poguessin reunir les tropes, que pogués pagar les tropes perquè defensessin Nàpols mentre hi residís la cúria papal. El tancament de les portes de la ciutat no era sinònim d'inici de conclave, sinó una mesura sàvia i prudent per defensar millor els interessos de tots perquè l'elecció del nou papa no s'allargués més. Les notícies de la mort del papa arribaren a la resta de l'exèrcit papal a Arrià, a través de certs cardenals, que van informar que el legat, el cardenal Gulielmo Fieschi, s'havia d'unir a ells per elegir el papa. Ràpidament van deixar Ariano i van marxar cap a Nàpols. Quan hi van arribar van ser escortats a la tomba del papa Innocenci, i després al palau on, amb la resta dels cardenals, es van tancar.
La missa de l'Esperit Sant es va cantar el divendres al matí, 11 de desembre, i els deu cardenals que s'estaven a Nàpols es van posar a negociar. El matí següent, 12 de desembre, cap a la tercera hora del dia, van arribar a un acord sobre l'últim cardenal bisbe, Raynaldus de' Conti, que va prendre el nom d'Alexandre IV.< Probablement va ser coronat el diumenge 20 de desembre de 1254. L'interregne havia durat només cinc dies, segons Nicolau de Curbio, un testimoni ocular.
Però hi ha una història alternativa. Es tracta del relat de Fra Salimbene, O. Min., de Parma, un amic personal i algunes vegades amfitrió del cardenal Ottaviano Fieschi. Segons el seu escrit, l'elecció va arribar a un punt mort. Això no és improbable. Però Fra Salimbene al·lega que els cardenals van escollir a través d'una opció rara, una solució del compromís. També diu que el mantell papal fou col·locat a les espatlles del cardenal de' Conti pel cardenal Ottaviano Fieschi; un extrem inusual, ja que era un privilegi del cardenal-diaca més gran, que no era el cardenal Ottaviano. Potser fra Salimbene volia fer creure que el cardenal Ottaviano fou el que va prendre la decisió de compromís. Però també es pot imaginar que aquesta història de fra Salimbene s'explicà en un moment de temor en el refractori monàstic, durant la visita cardenalicia a Parma. La història no té en compte la versió de Nicolau de Curbio, que era un testimoni ocular. De la mateixa manera, això aniria en contra del manifest electiu Quia fragilis, del Papa Alexandre IV, que indica que el problema va ser en realitat aconseguir que s'acordés qui eria el papa. En realitat, era una posició perillosa.

## Electors
Innocenci IV havia creat quinze cardenals durant el seu papat, sis van morir mentre era papa i tres van sobreviure dels papats anteriors.
| Elector                  | Origen                   | Orde             | Títol                                  | Creat            | Creador      | Notes |
| ------------------------ | ------------------------ | ---------------- | -------------------------------------- | ---------------- | ------------ | --- |
| Raynaldus de' Conti      | Jenne, a prop de Subiaco | Cardenal-bisbe   | Bisbe d'Ostia i Velletri               | 18 setembre 1227 | Gregori IX   | Elegit Alexandre IV (1254-1261)                                                                                      |
| Esteve I Bancsa          | Hongria                  | Cardenal-bisbe   | Bisbe de Palestrina                    | 28 maig 1244     | Innocenci IV | |
| Joan de Toledo           | Anglaterra               | Cardenal-prevere | S. Lorenzo in Lucina                   | 28 maig 1244     | Innocenci IV | Partidari d'Enric III d'Anglaterra, va servir sis anys a la Cúria Romana.                                            |
| Hughes de Saint-Cher, OP | Viena, Dauphiné          | Cardenal-prevere | Tiítol de Santa Sabina on the Aventine | 28 maig 1244     | Innocenci IV | Legat a Alemanya, 1253                                                                                               |
| Aegidius (Gil Torres)    | Espanya                  | Cardenal-diaca   | Diaca de S. Cosma e Damiano            | Desembre 1216    | Honori III   | Va morir el 1254 o 1255                                                                                              |
| Riccardo Annibaldi       | Roma                     | Cardenal-diaca   | Diaca de S. Angelo in Pescheria        | 1237             | Gregori IX   | Rector de Campanya i Marítima; nebot del Cardenal Rinaldo Conti de Segni                                             |
| Ottaviano degli Ubaldini | Florència                | Cardenal-diaca   | Diaca de Santa Maria in Via Lata       | 28 maig 1244     | Innocenci IV | Arquebisbe de Bolonya (1240-1244), Cardenal (1244-1273); Legat a Llombardia i Romania del 1247 al 1251.              |
| Giovanni Gaetano Orsini  | Roma                     | Cardenal-diaca   | Diaca de S. Niccolo in Carcere         | 28 maig 1244     | Innocenci IV | futur Papa Nicolau III (1277-1280)                                                                                   |
| Guglielmo Fieschi        | Gènova                   | Cardenal-diaca   | Diaca de S. Eustachio                  | 28 maig 1244     | Innocenci IV | Nebot d'Innocenci IV. Legat a Sicília abans del rei Manfred, per qui fou derrotat a Foggia el 2 de desembre de 1254. |
| Ottobono Fieschi         | Gènova                   | Cardenal-diaca   | Diaca de S. Adriano                    | Desembre 1251    | Innocenci IV | Arxipreste de S. Maria Maggiore                                                                                      |

## Cardinals que no hi van partecipar
| Elector            | Origen                     | Orde           | Títol                               | Creació      | Creador      | Notes                                                                                                  |
| ------------------ | -------------------------- | -------------- | ----------------------------------- | ------------ | ------------ | --- |
| Odo of Châteauroux | Diòcesi de Bourges, França | Cardenal-bisbe | Bisbe de Tusculum (Frascati)        | 28 maig 1244 | Innocenci IV | Participà a la Croada amb Lluís IX de França; el rei va tornar l'11 de juliol de.                      |
| Pietro Capocci     | Roma                       | Cardenal-diaca | Diaca de S. Giorgio ad velum aureum | 28 maig 1244 | Innocenci IV | Legat a Alemanya; va ser enviat als prínceps alemanys amb una carta d'Innocenci del 19 d'abril de 1254 |

## Conseqüències
La carrera del cardenal Guglielmo Fieschi s'havia acabat. Va ser substituït com a llegat de l'exèrcit del papa pel cardenal Ottavio Ubaldini, que també fou nomenat vicari a Calàbria i Sicília el 16 de gener de 1255. Manfred passà a ser regent del fill petit del seu germà. Després de la victòria de Foggia va conquerir o reincorporar en el seu regne de Sicília Barletta, Venusia, Acherunta, Rapolla, Amalfi, Trani i Bari. La missió del cardenal Ottaviano era aixecar un exèrcit per oposar-se a ell.
Manfred volia evitar el contacte amb la cort papal per no mostrar cap signe de debilitat. No va voler l'assessorament que li oferia Tomàs D'Acerno i Richard Filangeli, que li oferien començar converses de pau. La situació va canviar quan un bisbe va arribar a la cort papal amb l'ordre de convidar Manfred a la Cúria el 2 de febrer de 1255, la festa de la Purificació, per respondre als càrrecs d'assassinat de Burrellus d'Anglono i de l'expulsió del legat papal Guglielmo Fieschi i l'exèrcit papal de la Pulla. Manfred va respondre per escrit. S'hi va excusar amb l'argument que el que havia fet era pel bé del seu nebot, i no estava contra l'Església romana. Va continuar evitant d'enviar ambaixadors al papa, i tampoc tenia cap intenció d'anar personalment a Nàpols. Un notari papal amic de Manfred, Jordanus de Terracina, l'aconsellà que enviés ambaixadors, i amb el temps Manfred va cedir i va enviar ambaixadors a Nàpols. No obstant que ja era massa tard, i quan van arribar es van trobar que el papa ja havia nomenat el cardenal Ubaldini com a llegat, que ja havia començat a aixecar l'exèrcit. Clarament, la pau no era la política papal en aquest moment i la purga judicial dels crims era un bon pretext.
En escollir la confrontació amb Manfred en comptes de la conciliació, Alexandre IV havia decidit continuar amb la política d'Innocenci IV, d'acabar amb Itàlia i Sicília. Aquesta política va tenir conseqüències durant els propers trenta anys, i fins i tot més enllà. La resistència primer de Conrad i després de Manfred, no acabaria fins al 1268, i només després de cedir a Carles d'Anjou, germà de Lluís IX de França, el govern del Regne de Nàpols.